# Ignaz Zollschan
Ignaz Zollschan (geboren 28. Mai 1877 in Erlach, Österreich-Ungarn; gestorben 25. Dezember 1948 in London) war ein österreichisch-britischer Arzt und Anthropologe.

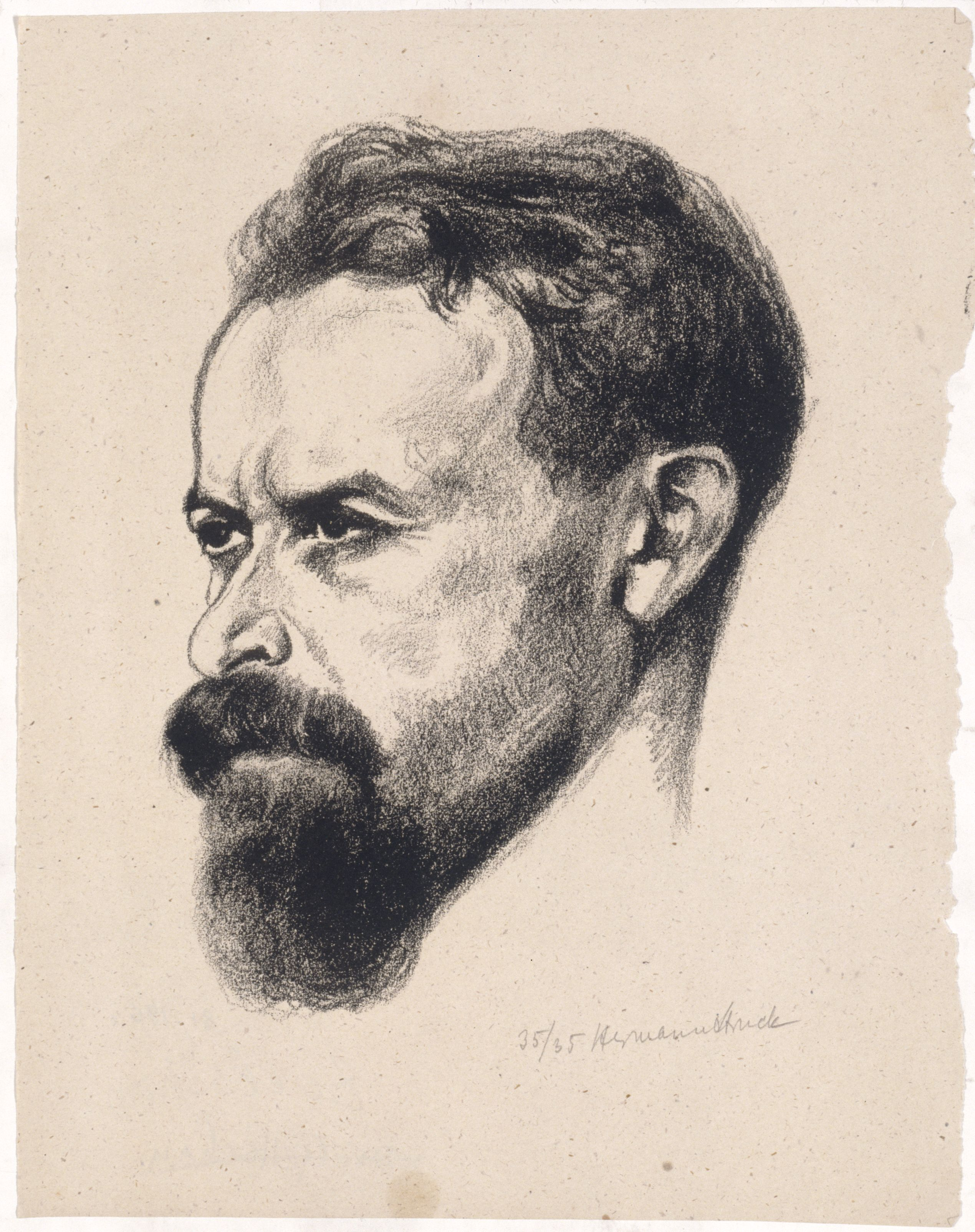
Hermann Struck: Porträt Dr. Zollschan (o. J.)

## Leben
Ignaz Zollschan stammte aus einer jüdischen Familie, er hatte zwei Brüder, die beide dem Holocaust entkamen. Er studierte Medizin an der Universität Wien. Er arbeitete als Radiologe in Karlsbad und blieb auch nach der Gründung der Tschechoslowakei 1918, deren Staatsbürgerschaft er erwarb, dort. Zollschan war Zionist. Er förderte den Aufbau des ärztlichen Röntgendienstes im Hadassah Medical Center in Jerusalem und hatte einen Beraterstatus beim 1936 gegründeten World Jewish Congress (WJC).
Er publizierte seit 1910 zu dem, was als Rassenfrage kursierte, im Versuch der Abwehr der einflussreichen antisemitischen Publikationen von Houston Stewart Chamberlain. Er gründete 1937 eine „Gesellschaft zum wissenschaftlichen Studium der Rassenfrage“. Zollschan heiratete 1938 die Übersetzerin Ruth Wollsteiner (1904–1993), die Mitherausgeberin der Zeitschrift Das Blaue Heft war.
1938 wurde in der Folge des Münchner Abkommens das Sudetenland von der Tschechoslowakei getrennt und dem nationalsozialistischen Deutschen Reich zugeschlagen. Zollschan musste seine Arztpraxis in Karlsbad aufgeben und floh über Ungarn nach Zagreb im Königreich Jugoslawien. 1939 zog er mit seiner Frau weiter nach England.
In London engagierte er sich während des Zweiten Weltkriegs in Selbsthilfeorganisationen unter den tschechoslowakischen Flüchtlingen. Er wirkte im deutschsprachigen Radioprogramm der BBC mit. Zollschan erhielt 1942 einen Gaststatus im Royal Anthropological Institute of Great Britain and Ireland.

## Schriften (Auswahl)

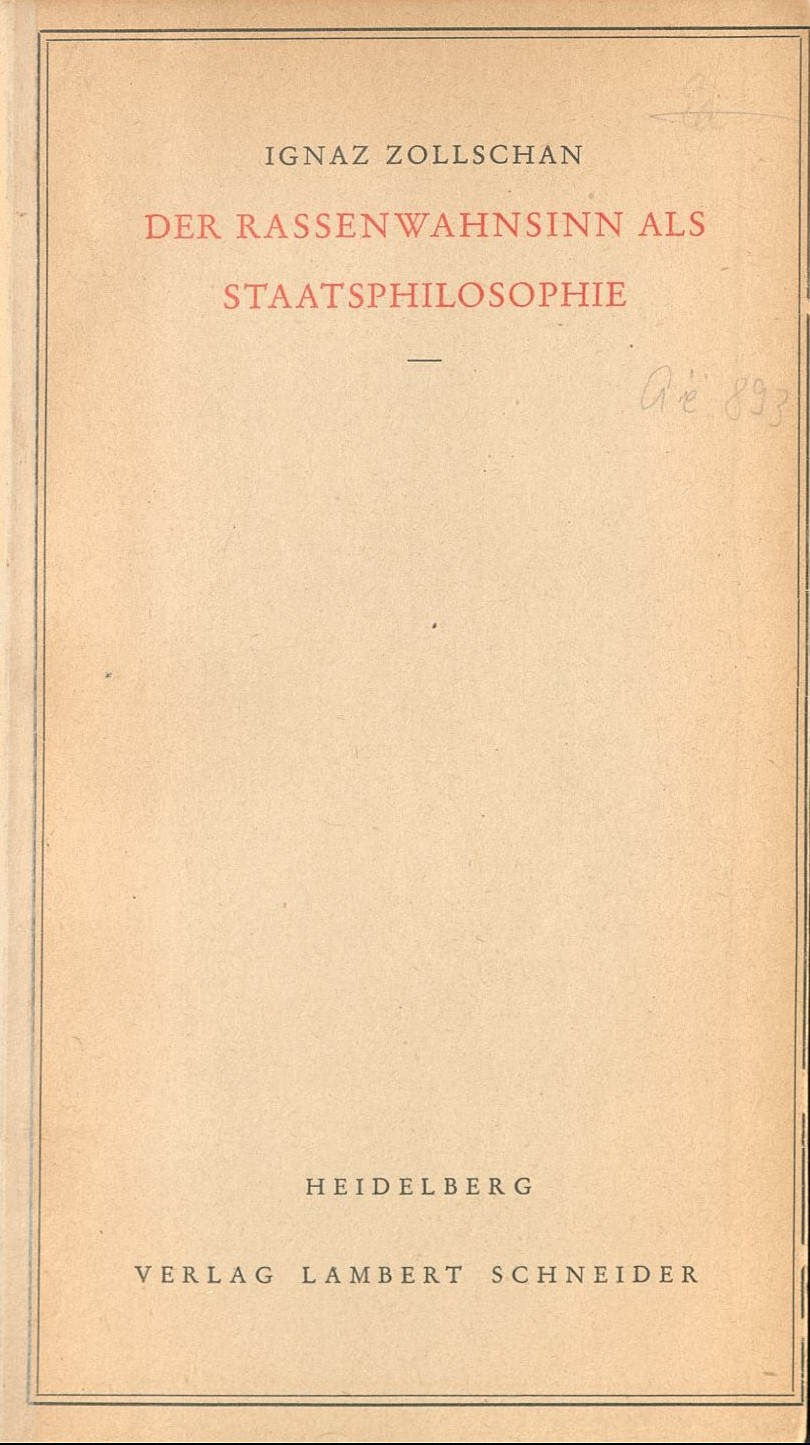
Rassenwahnsinn (1949)

- Das Rassenproblem. Unter besonderer Berücksichtigung der theoretischen Grundlagen der jüdischen Rassenfrage. Braumüller, Wien u. a. 1910, (Mehrere, teils verbesserte, Auflagen).
- Revision des jüdischen Nationalismus. R. Löwit, Wien u. a. 1919, (Digitalisat).
- Aktionsplan gegen den „wissenschaftlichen“ Antisemitismus. = Zwei Denkschriften über die Notwendigkeit einer Stellungnahme zum wissenschaftlichen Antisemitismus. Als Manuskript gedruckt. Graphia, Karlsbad 1933.
- Die Bedeutung des Rassenfaktors für die Grundfragen der Kulturmorphologie. Reinhold, Wien u. a. 1934, (2. Auflage. ebenda 1934, Digitalisat).
- Der Rassenwahn als Staatsphilosophie. s. n., London 1940, (Typoskript, Digitalisat)
  - Der Rassenwahnsinn als Staatsphilosophie. Vorwort Julian Huxley. Lambert Schneider, Heidelberg 1949.
- Racialism against civilization. With a preface by Julian Huxley. The New Europe Publishing Co., London 1942.